# Mrzínov
Mrzínov je přírodní památka obce Vysoká v okrese Mělník. Důvodem ochrany jsou stráně lesostepního charakteru s výskytem zvláště chráněných druhů rostlin a živočichů. Péči o památku má na starosti správa chráněné krajinné oblasti Kokořínsko – Máchův kraj.

## Historie
Rozlohou nevelké území bylo historicky využíváno jako pole a pastvina, přítomné ovocné dřeviny by pak mohly naznačovat dřívější možnou existenci ovocného sadu.  Pravděpodobně od druhé poloviny 20. století přestalo být území hospodářsky využíváno, což způsobilo zarůstání náletovými dřevinami, především keři. Po roce 2010 bylo v jižním horním výběžku postupně umístěno sedm včelích úlů. Přítomnost včelích opylovačů má na vegetaci pravděpodobně pozitivní dopad.

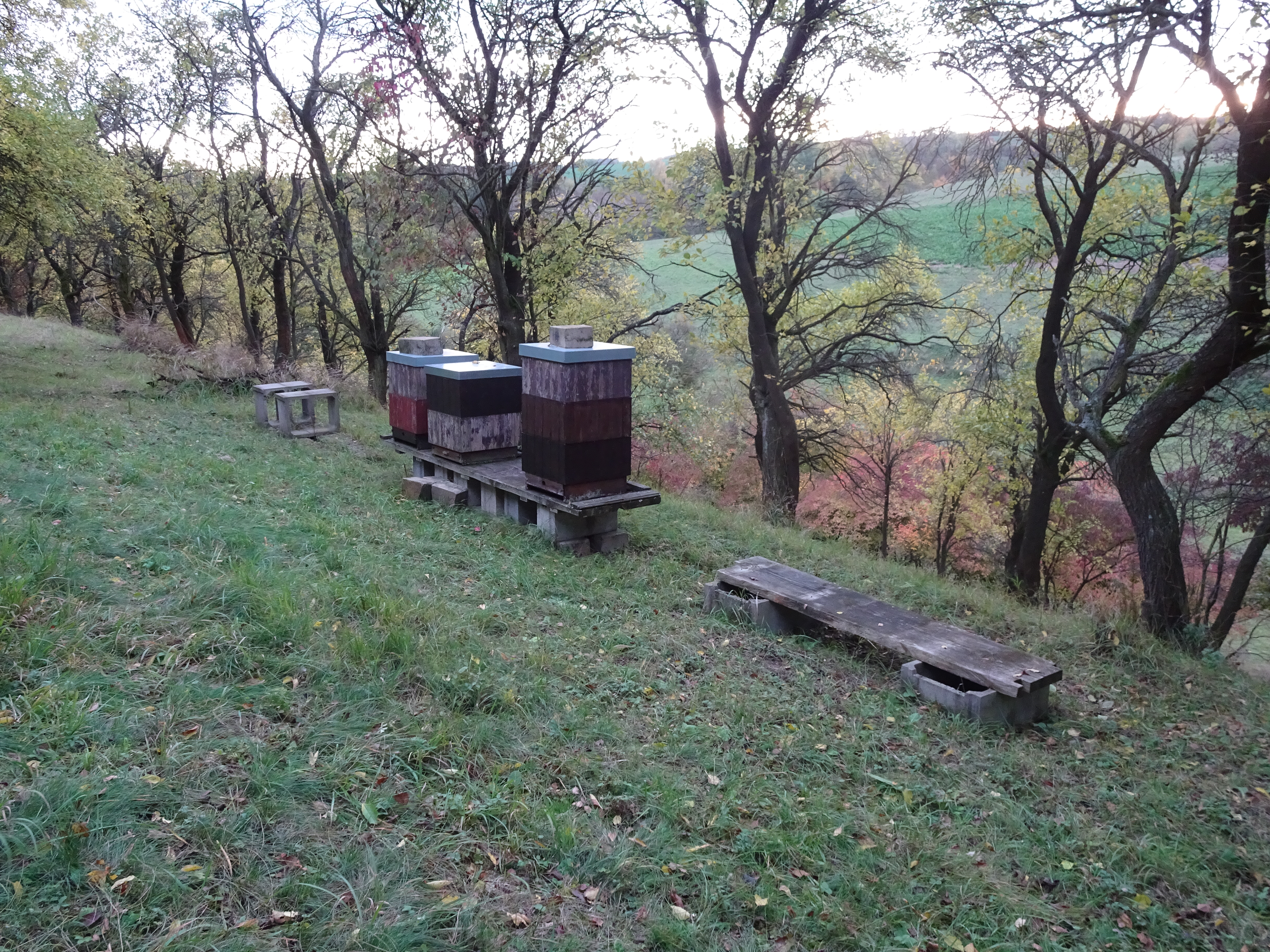
Včelí úly v horním jižním výběžku Mrzínova.

V roce 1976 bylo území vyhlášeno jako součást tehdejší chráněné krajinné oblasti Kokořínsko. Po zjištění výskytu populací zvláště chráněných druhů bylo vyhlášeno jako přírodní památka s účinností od 28. července 2000.

## Přírodní poměry
Území se nachází 1,7 kilometru jihovýchodně od obce Vysoká (okres Mělník) a 700 metrů severně od vodní nádrže Lhotka. Je tvořeno xerotermními trávníky a roztroušenými ovocnými dřevinami na svažitém východním úbočí krátkého údolí. Nachází se v nadmořské výšce od 238 do 260 metrů. a jeho celková výměra činí 0,78 hektaru. Přirozenou hranici území na východě a západě tvoří zemědělská orná půda. Na jihu a severozápadě pak navazují fragmenty lesních porostů.

### Geomorfologie
Lokalita se dle geomorfologického členění reliéfu ČR nachází v Jizerské tabuli, konkrétně v jejím podcelku Dolnojizerská tabule a okrsku Košátecká tabule.

### Geologie
Geologické podloží je tvořeno horninami Jizerské tabule, též jemnozrnnými vápnitými pískovci, místy s prachovito-jílovitými příměsemi, které jsou od sebe nepravidelně deskovitě odlučné. Ty jsou překryty převážně spraší, která se datuje do svrchního pleistocénu a na které se vytvořila vrstva mělké hnědozemě a místy luvizemě.

### Flóra
Oblast porůstají převážně zapojené širokolisté suché trávníky svazu Bromion erecti  s dominancí válečky prapořité (Brachypodium pinnatum), s výskytem jalovce obecného (Juniperus communis) a s množstvím širokolistých vytrvalých bylin jako je šalvěj luční (Salvia Pratensis), dobromysl obecná (Origanum vulgare), mochna sedmilistá (Potentilla heptaphylla), krvavec menší (Sanguisorba minor), chrpa čekánek(Centaurea scabiosa), pupava bezlodyžná (Carlina acaulis), kručinka barvířská (Genista tinctoria), řebříček panonský (Achillea pannonica), černohlávek velkokvětý (Prunella grandiflora) a pcháč bezlodyžný (Cirsium acaule). 

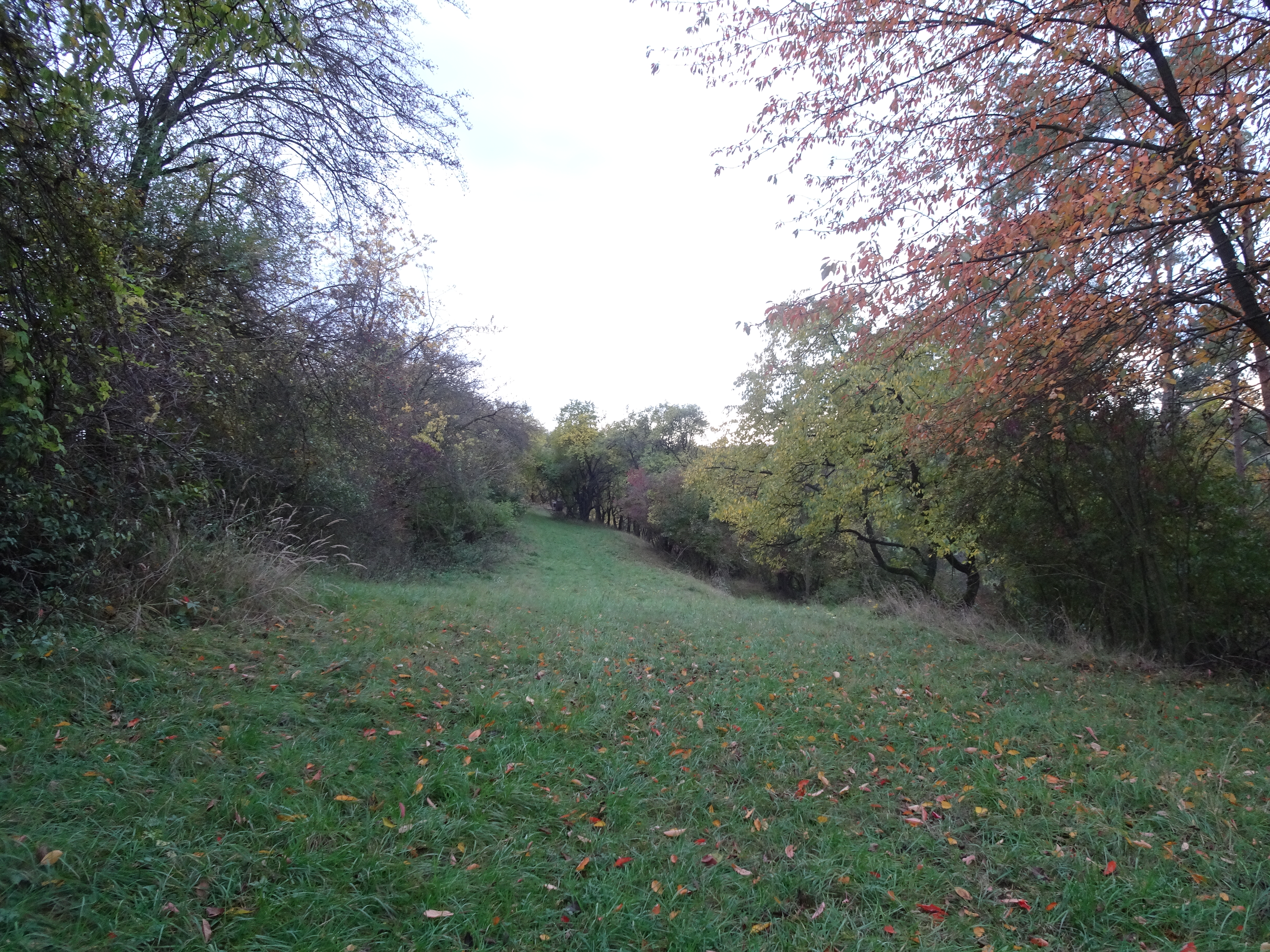
Jižní část území PP Mrzínov

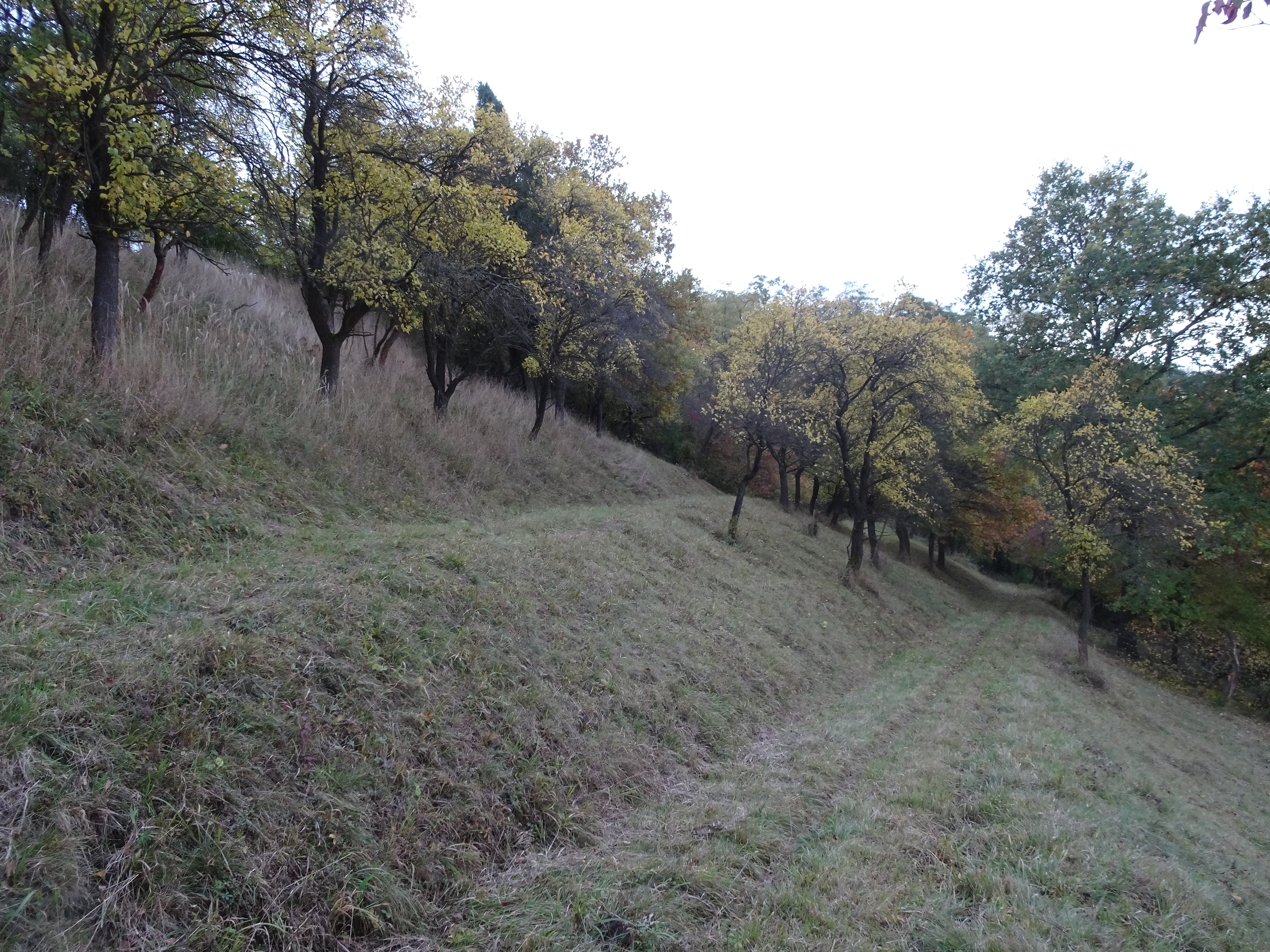
Svažité stráně kryté xerotermními trávníky s roztroušenými ovocnými dřevinami

K zvláště chráněným druhům patří hořec křížatý (Gentiana cruciata), len žlutý (Linum flavum), zvonek boloňský (Campanula bononiensis) a s ojedinělým pozorováním také záraza vyšší (Orobanche elatior), u které je do budoucna vyžadováno ověření výskytu.   Neméně významný je také pryšec chvojka (Euphorbia cyparissias), na který se váže výskyt ohroženého nočního motýla lišaje pryšcového.
Dřevinnou vegetaci tvoří převážně ovocné stromky švestky domácí (Prunus domestica), meruňky obecné (Prunus armeniaca), jabloně, hrušně, renklódy (Prunus domestica subsp. italica) a listnaté keře svídy krvavé (Cornus sanguinea) a růže šípkové (Rosa canina).

### Fauna
Podrobný a celkový průzkum fauny na této lokalitě nebyl proveden. Předpokládá se, že by lokalita mohla sloužit jako refugium pro řadu teplomilných stepních druhů živočichů, například pro bezkřídlé reliktní nosatce rodu Trachyphloeus aristatus.
Lokalita je významná výskytem dvou ohrožených druhů motýlů. Zpozorován byl výskyt nočního motýla lišaje pryšcového (Hyles euphorbiae), který je vázán na porosty pryšce chvojky. Stejně jako v PP na Oboře se i zde vyskytuje kriticky ohrožený modrásek hořcový Rebelův (Phengaris alcon f. rebeli), který je vázán na ohrožený hořec křížatý. Okolní křovinné porosty umožňují přežívání populací mravenců rodu Myrmica. Z obratlovců se zde vyskytují druhy plazů, byla zde pozorována silně ohrožená užovka hladká (Coronella austriaca).

## Ochrana
Úroveň ochrany dle IUCN spadá do kategorie IV – územní péče o biotopy nebo druhy. Předmětem ochrany jsou zachované travino-bylinné porosty stepního charakteru na příkrém svahu západní expozice s roztroušenými ovocnými dřevinami a s výskytem zvláště chráněných druhů organismů vázaných na tento druh biotopu.

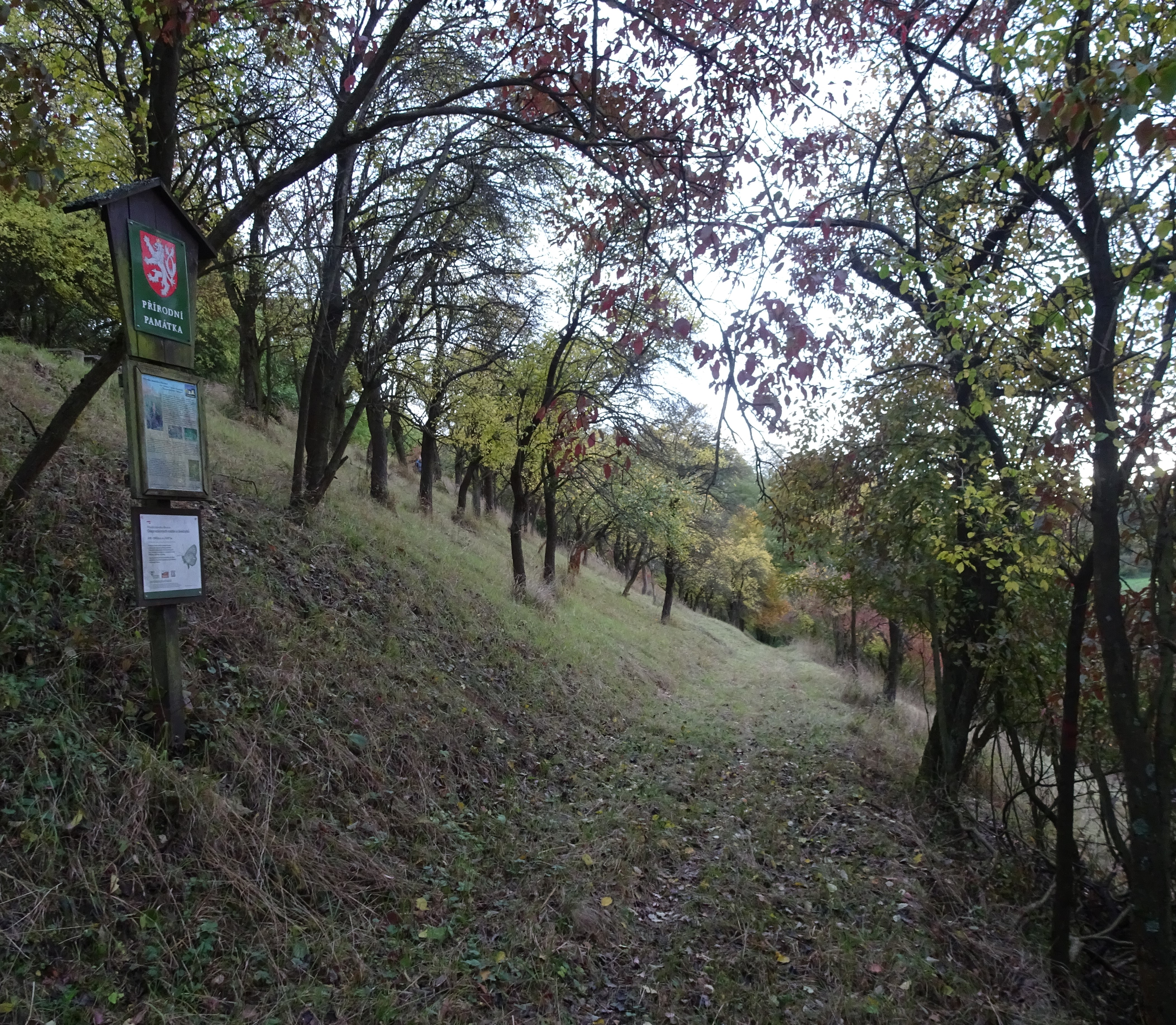
Značení PP Mrzínov

Území bylo před započetím cílené péče značně porostlé náletovými dřevinami, keři a hustými porosty třtiny křovištní (Calamagrostis epigejos), která je konkurenčně schopnější než chráněné druhy rostlin. Cílenou likvidací souvislého porostu křovin a náletových dřevin se na lokalitě podařilo zvýšit počty populací chráněných rostlin. Přes veškeré snahy se třtina křovištní stále, ačkoliv velmi nepravidelně na území objevuje.

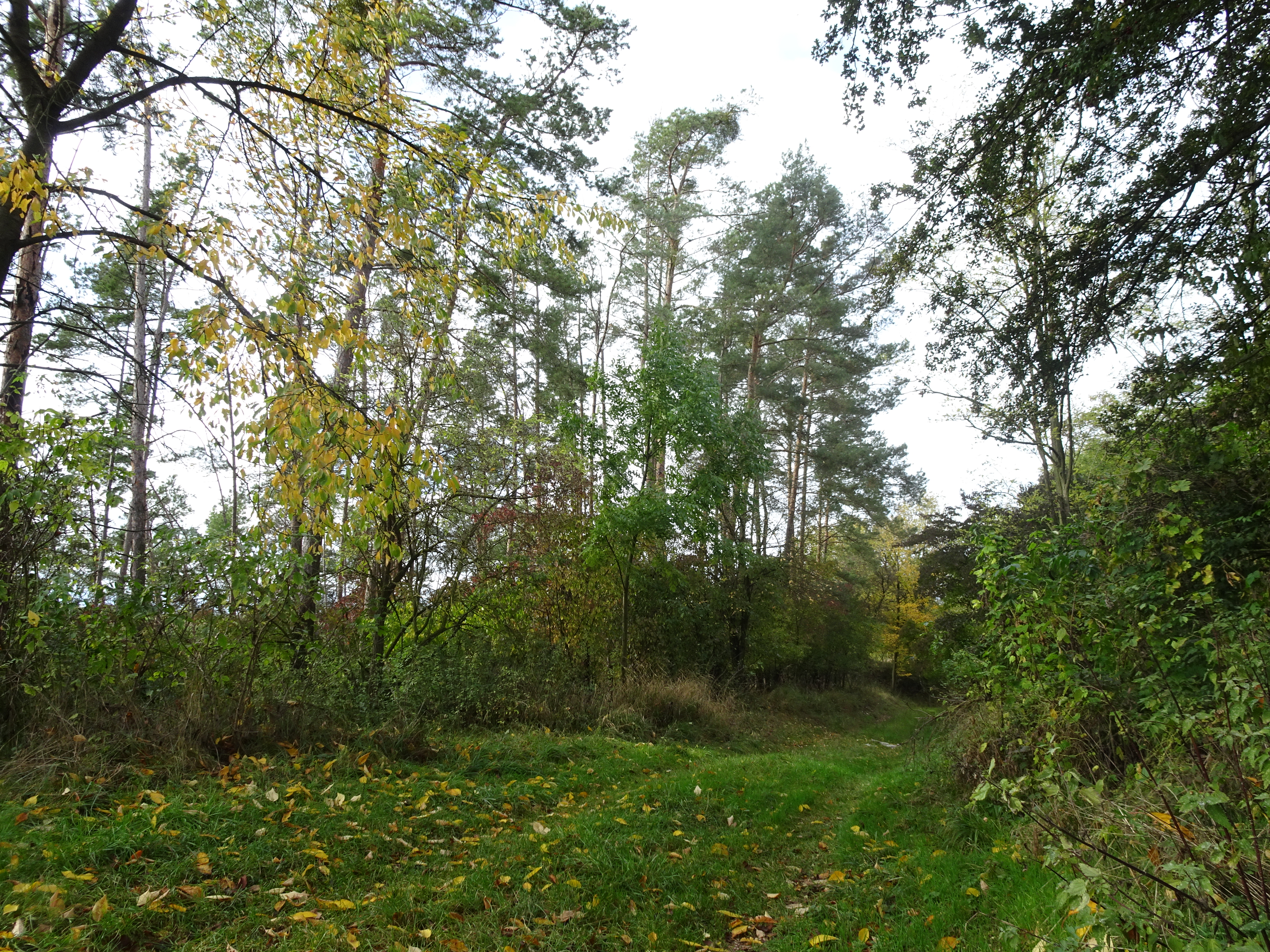
Vstupní pohled ze severovýchodního výběžku Mrzínova s úvozovou cestou

Péče o území spočívá především v průběžném vyřezávání jednotlivých listnatých keřů, v likvidaci náletových dřevin a jejich výmladků a v mozaikovitém (prostorově a časově rozrůzněném) pravidelném kosení travnatých porostů, které je potřeba provádět ručně a předcházet tak poničení populací hořců křížatých (Gentiana cruciata). Při péči o rostliny lnu žlutého (Linum flavum) je nutné praktikovat lokální narušování drnu a půdního povrchu v okolí jejich růstu.
Pro ochranu a podporu populace motýla modráska hořcového Rebelova je nutné zachovávat a podporovat vitální populace hořce křížatého a chránit rostliny především v době rozkvětu (období červen–srpen). Výskyt plazů je podporován ponecháváním pokosených kupek rostlinného materiálu mimo sečné plochy, kde mohu sloužit jako úkryt. Ponecháváním ovocných dřevin a jejich odumřelých částí je podporován přirozený výskyt ptactva a hmyzu.

## Turismus
Lokalita není nijak turisticky atraktivní, je malá rozlohou a leží mimo všechny turistické cesty. Je přístupná po silnici vedoucí z vlakové zastávky Lhotka u Mělníka s odbočením na cyklotrasu 8169.